# Cantó de Los Sarrasins-2
El cantó de Los Sarrasins-2 és un cantó francès del departament de Tarn i Garona, situat al districte de Los Sarrasins. Té 5 municipis i part del de Los Sarrasins, que és el cap.

## Municipis
- Albafuèlha e la Garda
- Lo Barri d'Ilamada
- Las Bartas
- La Bastida del Temple
- Meusac

## Història
| Data d'elecció                           | Identitat     | Partit                       | Qualitat |
| ---------------------------------------- | ------------- | ---------------------------- | -------- |
| 1982-1988                                | Jean Carla    | PS                           |          |
| 1988-                                    | Bernard Dagen | Divers droite, després MoDem |          |
| les dades anteriors no són pas conegudes |               |                              |          |
|                                          |               |                              |          |